# Marc Denis
Marc Denis, född 1 augusti 1977 i Montréal, Québec, är en kanadensisk före detta professionell ishockeymålvakt. Han har spelat för NHL-klubbarna Colorado Avalanche, Columbus Blue Jackets, Tampa Bay Lightning och Montreal Canadiens.